# Тордуе
Тордуе́ (фр. Tordouet) — колишній муніципалітет у Франції, у регіоні Нормандія, департамент Кальвадос. Населення — 271 осіб (2011).
Муніципалітет був розташований на відстані близько 150 км на захід від Парижа, 55 км на схід від Кана.

## Історія
До 2015 року муніципалітет перебував у складі регіону Нижня Нормандія. Від 1 січня 2016 року належав до нового об'єднаного регіону Нормандія.
1 січня 2016 року Тордуе, Ла-Шапель-Івон, Сен-Сір-дю-Ронсере, Сен-Жульєн-де-Майок i Сен-П'єрр-де-Майок було об'єднано в новий муніципалітет Валорбіке.

## Демографія
Динаміка населення (EHESS і INSEE ):
Розподіл населення за віком та статтю (2006):
| Стать | Всього | До 15 років | 15-24 | 25-44 | 45-64 | 65-85 | Понад 85 |
| --- | ------ | ----------- | ----- | ----- | ----- | ----- | -------- |
| Чоловіки | 160    | 48          | 12    | 40    | 32    | 24    | 4        |
| Жінки | 124    | 24          | 8     | 40    | 28    | 16    | 8        |
| \| Статево-вікова піраміда \| Статево-вікова піраміда \| Статево-вікова піраміда \| \| ----------------------- \| ----------------------- \| ----------------------- \| \| Чоловіки \| Вік \| Жінки \| \| 4 \| 85 + \| 8 \| \| 4 \| 80-84 \| 0 \| \| 8 \| 75-79 \| 4 \| \| 8 \| 70-74 \| 8 \| \| 4 \| 65-69 \| 4 \| \| 4 \| 60-64 \| 8 \| \| 0 \| 55-59 \| 0 \| \| 20 \| 50-54 \| 12 \| \| 8 \| 45-49 \| 8 \| \| 20 \| 40-44 \| 4 \| \| 4 \| 35-39 \| 16 \| \| 8 \| 30-34 \| 16 \| \| 8 \| 25-29 \| 4 \| \| 8 \| 20-24 \| 0 \| \| 4 \| 15-20 \| 8 \| \| 24 \| 10-14 \| 12 \| \| 16 \| 5-9 \| 12 \| \| 8 \| 0-4 \| 0 \| |        |             |       |       |       |       |          |
| Статево-вікова піраміда |        |             |       |       |       |       |          |
| Чоловіки | Вік    | Жінки       |       |       |       |       |          |
| 4 | 85 +   | 8           |       |       |       |       |          |
| 4 | 80-84  | 0           |       |       |       |       |          |
| 8 | 75-79  | 4           |       |       |       |       |          |
| 8 | 70-74  | 8           |       |       |       |       |          |
| 4 | 65-69  | 4           |       |       |       |       |          |
| 4 | 60-64  | 8           |       |       |       |       |          |
| 0 | 55-59  | 0           |       |       |       |       |          |
| 20 | 50-54  | 12          |       |       |       |       |          |
| 8 | 45-49  | 8           |       |       |       |       |          |
| 20 | 40-44  | 4           |       |       |       |       |          |
| 4 | 35-39  | 16          |       |       |       |       |          |
| 8 | 30-34  | 16          |       |       |       |       |          |
| 8 | 25-29  | 4           |       |       |       |       |          |
| 8 | 20-24  | 0           |       |       |       |       |          |
| 4 | 15-20  | 8           |       |       |       |       |          |
| 24 | 10-14  | 12          |       |       |       |       |          |
| 16 | 5-9    | 12          |       |       |       |       |          |
| 8 | 0-4    | 0           |       |       |       |       |          |

## Економіка
2010 року серед 163 осіб працездатного віку (15—64 років) 124 були активними, 39 — неактивними (показник активності 76,1%, у 1999 році було 64,5%). З 124 активних мешканців працювало 115 осіб (66 чоловіків та 49 жінок), безробітними було 9 (3 чоловіки та 6 жінок). Серед 39 неактивних 10 осіб було учнями чи студентами, 16 — пенсіонерами, 13 були неактивними з інших причин.

У 2010 році в муніципалітеті числилось 99 оподаткованих домогосподарств, у яких проживали 268,0 особи, медіана доходів виносила 17 160 євро на одного особоспоживача